# Chaetocercus jourdanii
Chaetocercus jourdanii е вид птица от семейство Колиброви (Trochilidae).

## Разпространение
Видът е разпространен във Венецуела, Колумбия и Тринидад и Тобаго.